# Patrick Illinger
Patrick Illinger (* 26. Juli 1965 in München) ist ein deutscher Journalist. Er leitete von 2002 bis 2020 das Ressort „Wissen“ der Süddeutschen Zeitung, seit 2023 ist er SZ-Korrespondent für Spanien und Portugal mit Sitz in Madrid.

## Leben
Patrick Illinger studierte Physik und Theaterwissenschaft in München. Danach arbeitete er als wissenschaftlicher Angestellter der Ludwig-Maximilians-Universität München am Europäischen Forschungszentrum CERN bei Genf. Dort promovierte er 1994 über Antimaterie.
Illinger absolvierte beim Bayerischen Rundfunk ein Hörfunk- und Fernsehvolontariat. Dort drehte er unter anderem einen Dokumentarfilm über den Bosnien-Krieg. Anschließend arbeitete er zwei Jahre als Redakteur für Forschung und Technik beim Magazin Focus. Zudem war er unter anderem auch für die Die Zeit und die Berliner Zeitung als Wissenschaftsjournalist tätig.
Seit 1997 arbeitet Illinger für die Süddeutsche Zeitung und war dort zunächst für Computer- und Technikthemen zuständig. Von 1999 bis 2001 baute er als Chefredakteur den Online-Auftritt der Zeitung auf. Von 2002 bis 2020 leitete er das Ressort „Wissen“. Zudem leitete er von 2004 bis 2008 die Redaktion des Wissens-Magazins SZ Wissen der Zeitung.
2007 erhielt er den Werner und Inge Grüter-Preis für Wissenschaftsvermittlung.
2019 wurde er als Mitverfasser der im SZ-Magazin erschienenen Reportage „Wunschdenken“ mit dem deutschen Reporterpreis ausgezeichnet. Im April 2021 erhielt er zusammen mit Patrick Bauer und Till Krause den Goethe-Medienpreis.
Illinger war viele Jahre Mitglied des Stiftungsrats der Münchener Rück Stiftung und Mitglied der Text-Jury des Journalistenpreises Punkt. Er war auch Mitglied der Kuratorien der Max-Planck-Institute für Neurobiologie, Biochemie und Physik sowie des Wissenschaftlichen Beirates des Bremer Forschungszentrums RCOM. Derzeit ist Patrick Illinger Mitglied des Kuratoriums des Deutschen Museums in München.
Er moderierte verschiedene wissenschaftspolitische Veranstaltungen, unter anderem den Leopoldina-Workshop 2012 zur Nachhaltigkeit in der Wissenschaft (Teilnehmer u. a. Klaus Töpfer und Hans-Joachim Schellnhuber), das Leopoldina-Gespräch zur prädiktiven genetischen Diagnostik (Teilnehmer u. a. Peter Propping), die Gesprächsreihe Dialogforen der Münchener Rück Stiftung oder die Podiumsdiskussion der ERES-Stiftung 2006 zum Klimawandel (Teilnehmer u. a. Stefan Rahmstorf).
Im März 2020 erschien von Patrick Illinger der Thriller „QUANTUM – Tödliche Materie“ im dtv-Verlag. Im Januar 2023 veröffentlichte der Piper Verlag seinen Thriller "Cortex".
Im September 2023 wechselte Illinger von München auf den Posten des SZ-Korrespondenten in Madrid.

## Schriften (Auswahl)

### Buchbeiträge
- „QANTUM Tödliche Materie“, Thriller, dtv, 2020, ISBN 978-3-423-26260-6
- Recherche im Wissenschaftsbetrieb. In: Winfried Göpfert (Hrsg.): Wissenschafts-Journalismus. Ein Handbuch für Ausbildung und Praxis. Springer-Verlag, 2006, ISBN 978-3-658-01766-8.
- Der Wissenschaftsredakteur im Medienbetrieb. In: Winfried Göpfert (Hrsg.): Wissenschafts-Journalismus. Ein Handbuch für Ausbildung und Praxis. Springer-Verlag, 2006, ISBN 978-3-658-01766-8.
- "Cortex", Thriller, Piper Verlag, München 2023. 496 Seiten

### Zeitungsbeiträge
- Die Energie-Lüge Leitartikel in der Süddeutschen Zeitung, 3. April 2011
- Noch ist die Welt zu retten. Kommentar in: Süddeutsche.de, 27. September 2013, abgerufen am 2. Oktober 2013.
- Debatte um Klonen: Die Laborgötter. Kommentar in: Süddeutsche.de, 18. Mai 2013, abgerufen am 2. Oktober 2013.
- Klimaskeptiker-Konferenz: Bericht aus dem Zentrum des Zweifels. In: Süddeutsche.de, 1. Dezember 2011, abgerufen am 2. Oktober 2013.
- Etikette statt Ehrlichkeit. Informationspolitik nach dem Atomunglück in Fukushima. In: Deutschlandradio Kultur, 16. April 2011, abgerufen am 2. Oktober 2013.